# Грузино
Гру̀зино (на руски: Грузино) е село в северозападна Русия, част от Чудовски район на Новгородска област. Населението му е около 815 души (2010).
Разположено е на 18 метра надморска височина в Приилменската низина, на десния бряг на река Волхов и на 124 километра югоизточно от Санкт Петербург. Селището се споменава за пръв път през 1499 година, а в началото на XX век е владение на граф Алексей Аракчеев, който изгражда там унищожено днес имение.

## Известни личности
Починали в Грузино
- Алексей Аракчеев (1769 – 1834), политик